# Eusebio Sempere

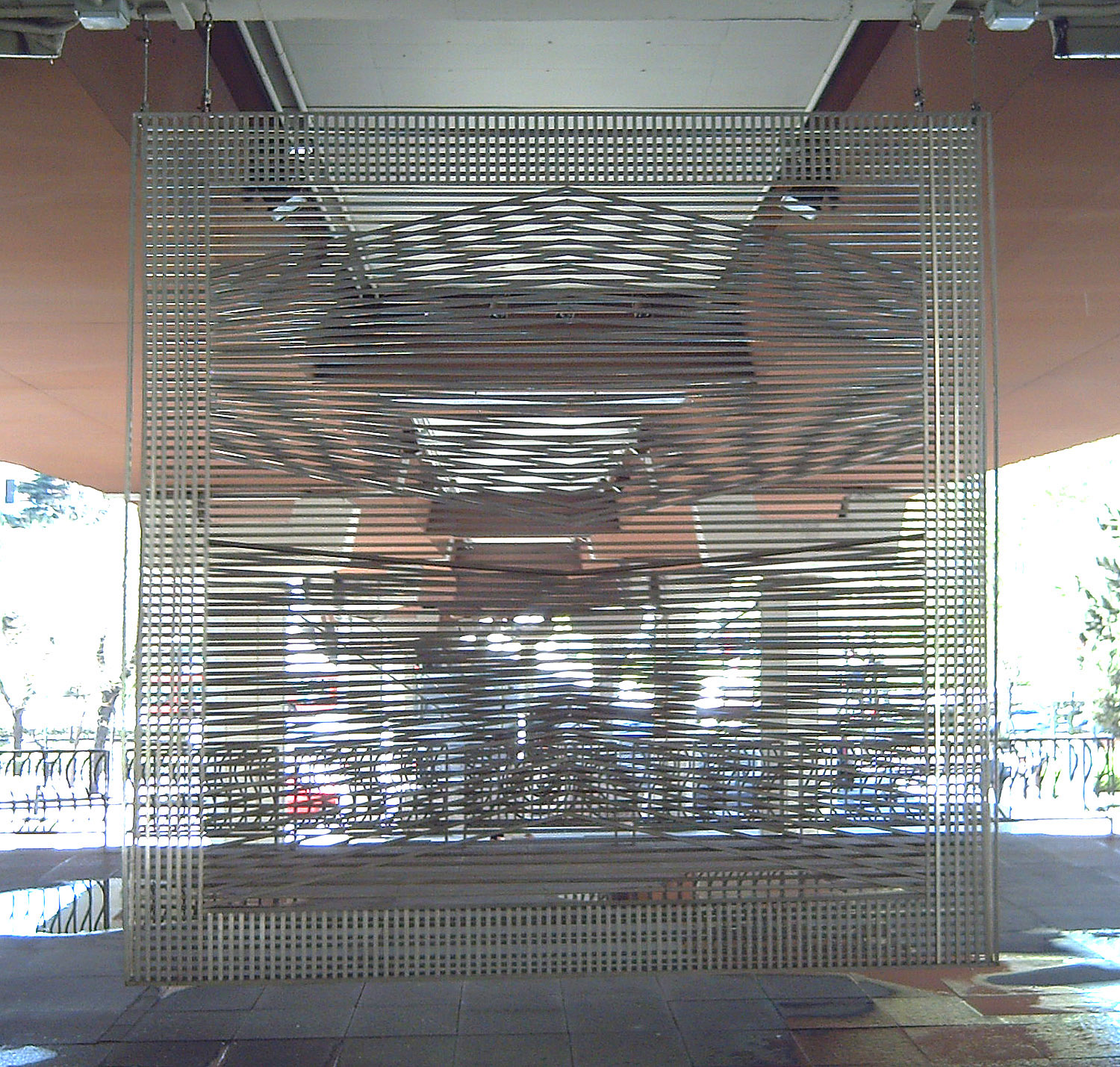
Movil (1972), Madrid

Eusebio Sempere (Onil, 3 april 1923 – aldaar, 10 april 1985) was een Spaanse beeldhouwer, schilder en graficus.

## Leven en werk
Sempere werd geboren in de plaats Onil in de provincie Alicante. Toen hij zeventien jaar was ging hij naar Valencia om schilder-, teken- en grafiekkunst te studeren aan de Real Academia Bellas Artes de San Carlos. In 1948 ging hij met een studiebeurs naar Parijs waar hij kennismaakte met de avant-gardistische kunstenaars Eduardo Chillida en Pablo Palazuelo. Ook kwam hij in contact met het abstracte werk van Wassily Kandinsky, Paul Klee en Piet Mondriaan en hij verliet de figuratie. In 1955 exposeerde hij in de galerie van Denise René en in 1956 nam hij deel aan de Salon des Réalités Nouvelles. Het werk van Victor Vasarely gaf hem een nieuwe kijk op kunst. In 1960 keerde hij terug naar Spanje en vestigde zich in Madrid. Hij was met onder anderen de abstracte kunstenaars Antonio Lorenzo, Gerardo Rueda en Antonio Saura de medeoprichter van de kunstenaarsgroepering Grupo de Cuenca. In 1964 verbleef hij met een beurs van de Ford Foundation New York.
Naar een idee van Sempere uit 1970 werd vanaf 1972 onder een stadsviaduct in Madrid het beeldenpark Museo de Escultura al Aire Libre met werken van moderne beeldhouwers aangelegd. In 1974 schonk hij een grote collectie kunstwerken aan het Museo de Arte Contemporáneo de Alicante. In 1983 kreeg hij de belangrijke Spaanse kunstprijs, de Premio Príncipe de Asturias de las Artes. Het werk van Sempere, waartoe onder andere zijn kinetische kunst behoort, is permanent te zien in het Museo de Arte Abstracto Español in Cuenca. De kunstenaar overleed na een langdurig ziekbed in 1985 in zijn geboorteplaats Onil.

## Werken (selectie)
- Móvil (1972), beeldenpark Museo de Escultura al Aire Libre in Madrid
- La Multiplicacíon del Dodecaedro (1974)[1], beeldenpark Fundación Bartolomé March in Palma de Mallorca
- Organa (1977)[2], park van de Fundación Juan March in Madrid
- La Estrella[3], Alicante
- Helicoidal (1977)[4] geschenk van Spanje aan de Raad van Europa in Straatsburg